# 베이징 공묘

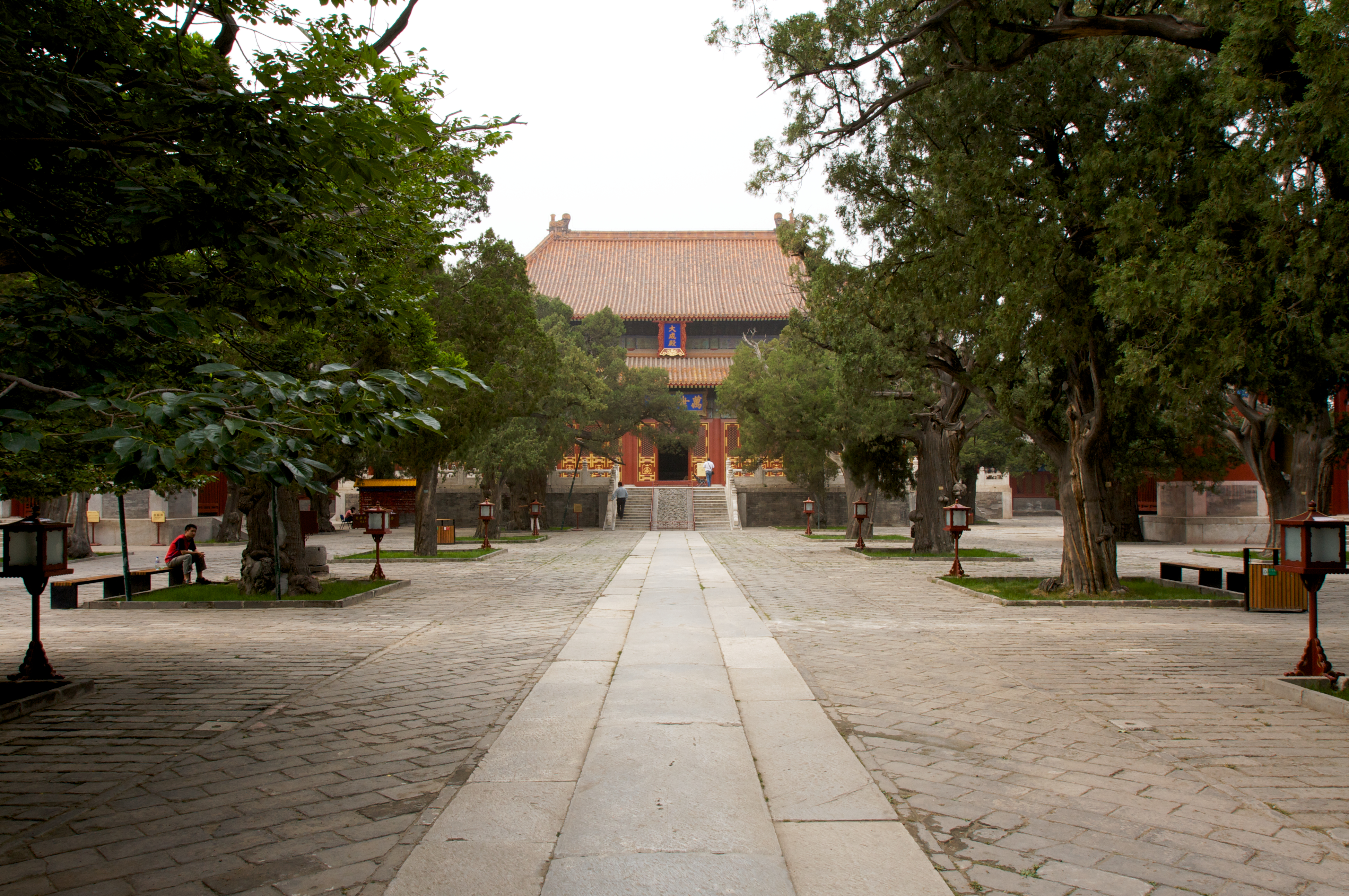

베이징 공묘(北京孔廟) 또는 북경공묘는 중화인민공화국에서 취푸시의 공묘에 이어 2번째로 큰 문묘이다.
베이징시의 공묘는 1302년 원나라의 원 성종 재위 기간 중에 지어졌다. 명나라 때 두 배로 확장되고, 청나라 때 또 확장되었다. 지금은 약 20,000제곱미터를 차지한다.
1981년부터 2005년까지 베이징 공묘는 수도박물관의 미술품의 일부를 전시하기도 했다.